# Ohridforelle
Die Ohridforelle (Salmo letnica, selten auch Trutta letnica; mazedonisch Охридска пастрмка Ohridska pastrmka; albanisch Koran; englisch Ohrid Trout) ist ein zu den Salmoniden zählender Süßwasserfisch, der als endemische Art im äußerst alten und tiefen Ohridsee an der albanisch-nordmazedonischen Grenze vorkommt. Generell liegen wenige Daten zum Verhalten und Vorkommen des Fischs vor. Auch die Taxonomie sollte mit aktuellen wissenschaftlichen Methoden überprüft werden.
Die Ohridforelle wird rund 60 Zentimeter lang. Der silbrige Körper ist vor allem im oberen Teil von schwarzen Flecken gesäumt. Rote Punkte finden sich vor allem entlang der Seitenlinie. Das Fleisch ist rosa.

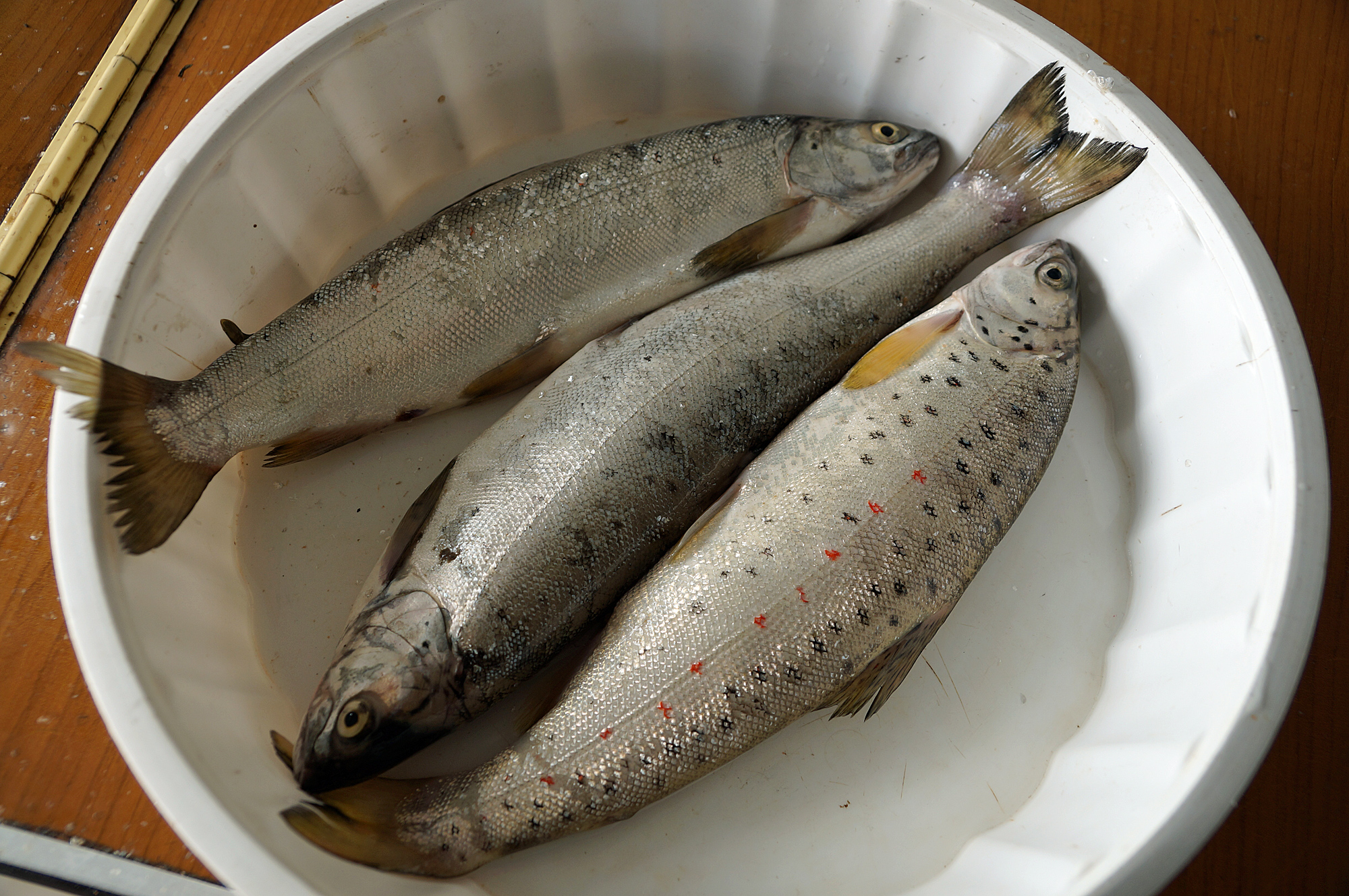
Ohridforellen in einem Fischladen in Pogradec, Albanien

Die Ohridforelle ist ein wohlschmeckender Speisefisch, was zu einer starken Überfischung führt, so dass sie auf der Roten Liste der IUCN als gefährdet geführt wurde. 2001 wurde der Status auf keine ausreichenden Daten geändert. Während der Fisch in Nordmazedonien nach einem Verbot im Jahr 2005 kaum mehr aus dem See gefischt wird, kümmerte sich auf der albanischen Seite des Sees – von der Armut gedrängt – lange niemand um den Artenschutz: Der Fisch wurde rücksichtslos gejagt. Seit dem 14. November 2013 wurde jedoch auch in Albanien professionelles Fischen im Ohridsee verboten; für privaten Gebrauch darf aber weiterhin gefischt werden.
In beiden Ländern wird die Ohridforelle auch gezüchtet. Von 1985 bis ins Jahr 2000 wurden jeweils über 100.000 Kilogramm Forellen aus dem See gefischt, wobei ein starker Rückgang auf mazedonischer Seite seit 1991 auf albanischer Seite rasch wettgemacht wurde. Heute wird versucht, die Art durch Fischzucht an Instituten in Ohrid und Struga zu unterstützen.

Als die Bestände noch nicht bedroht waren, wurden Fische von bis zu fünf Kilogramm gefangen. Als Extrema gelten eine Länge von 76 Zentimeter und ein Gewicht von 6490 Gramm. Aussetzungen in anderen Seen haben sich früher als wenig erfolgreich erwiesen. In den 2020er Jahren wurden auf albanischer Seite jeweils im September und Oktober bis zu zwei Millionen Jungfische ausgesetzt, die bei Lin gezüchtet werden. Dadurch sei der Bestand deutlich gestärkt.